# Heinz Sondermann
Heinz Sondermann (* 1. August 1928 in Rübenach; † 21. August 2019) war ein deutscher Politiker der SPD.

## Leben und Beruf
Nach dem Besuch der Volksschule wurde er von 1943 bis 1946 Junghelfer bei der Deutschen Reichsbahn. Bei der Deutschen Bundesbahn machte er eine Ausbildung für den mittleren Dienst und wurde 1966 Bundesbahnobersekretär. Er war von 1951 bis zu seiner Wahl in den Landtag 1975 als Fahrdienstleiter im Betriebsdienst der Bundesbahn tätig. In der Zeit von 1950 bis 1970 war er Personalratsvorsitzender im Bahnhof Urmitz.

## Partei
Sondermann war seit 1946 Mitglied der SPD. Er war Vorsitzender des SPD-Ortsvereins Koblenz-Rübenach, stellvertretender Kreisvorsitzender Koblenz-Land und Mitglied des Kreisvorstands Koblenz-Stadt.

## Öffentliche Ämter

### Landtag Rheinland-Pfalz
Sondermann wurde zum ersten Mal bei der Landtagswahl 1975 in den Rheinland-Pfälzischen Landtag gewählt und gehörte diesem vier Wahlperioden vom 20. Mai 1975 bis 20. Mai 1991 an. In allen Wahlperioden war er Mitglied im Ausschuss für Wirtschaft und Verkehr.

### Kommunale Funktionen
Von 1956 bis 1970 war er Mitglied im Gemeinderat Rübenach und dabei von 1964 bis 1969 Erster Beigeordneter in Rübenach. Von 1964 bis 1970 war er Mitglied im Kreistag Koblenz-Land und im Anschluss im Stadtrat von Koblenz.

## Ehrungen
- Bundesverdienstkreuz am Bande (1984)
- Bundesverdienstkreuz Erster Klasse (1990)

## Sonstiges Engagement
Sondermann war Mitglied der GdED und der Energieversorgung Mittelrhein und war im Beirat der KEVAG aktiv.